# Monique Coleman
Monique Coleman, właśc. Monique Adrienne Coleman (ur. 13 listopada 1980 w Orangeburgu) – amerykańska aktorka i piosenkarka.

## Życiorys
W 2002 ukończyła szkołę The Teatre School at DePaul University w Chicago. W wolnych chwilach działa na rzecz swojej społeczności, jest bardzo zaangażowana w różne akcje na rzecz biednych dzieci, prowadzi również pokazy miejscowych cheerleaderek. Brała udział w programie Dancing with the Stars (Taniec z gwiazdami) stacji ABC, w którym zajęła 4 miejsce.

## Filmografia
W filmie High School Musical zagrała Taylor McKessie – kapitankę szkolnego klubu naukowego dziesięcioboju, która pragnie by Gabriella (Vanessa Hudgens) myślała tylko o konkursie, a nie o Troyu (Zac Efron) i śpiewaniu. Przyjaciel Troya, Chad (Corbin Bleu) myślał tak samo, jednak oboje, widząc jak Gabrielli i Troyowi na tym zależy, zmieniają zdanie. W drugiej części hitu tworzą parę.
- 2003–2005: Boston Public – Molly (3 odc.)
- 2005: Czytelnia – Leesha
- 2005: Veronica Mars – Gabrielle Pollard (1 odc.)
- 2005–2008: Nie ma to jak hotel – Mary-Margeret
- 2006: High School Musical – Taylor McKessie
- 2007: High School Musical 2 – Taylor McKessie
- 2007: Online – Jessie
- 2008: High School Musical 3: Ostatnia klasa – Taylor McKessie
- 2008: Layla – główna bohaterka
- 2011: We Are Family – Elise
- 2013: Girlrllaz – Roz